# Эттли, Мартин Ричард, 2-й граф Эттли
Мартин Ричард Эттли, 2-й граф Эттли (англ. Martin Richard Attlee, 2nd Earl Attlee; 10 августа 1927 — 27 июля 1991) — британский политик и один из основателей Социал-демократической партии.

## Ранняя жизнь
Родился 10 августа 1927 года. Единственный сын бывшего премьер-министра Великобритании Клемента Эттли (1883—1967) и Вайолет Эттли (1895—1964).
Эттли сильно страдал дислексией и в детстве плохо учился. Его отец решил решить эту проблему, отдав сына образование в школу Миллфилд, которая под руководством ее директора-основателя, педагога Джека Мейера, была известна своим прогрессивным подходом к проблемам чтения. Эттли преуспел достаточно, чтобы учиться в Школе мореплавания при Университетском колледже Саутгемптона (ныне Университет Саутгемптона), и служил с 1945 по 1950 год в торговом флоте. После некоторого периода работы в Iberian Airways, среди других компаний, он в конце концов присоединился к южному региону British Rail, долгое время работая в его отделе по связям с общественностью; именно этот опыт побудил его написать книгу «Блефуйте по-своему в PR» (1971).

## Парламентская карьера
Эттли унаследовал графский титул, которое сопровождалось местом в Палате лордов, после смерти его отца в 1967 году. Около четырнадцати лет он сидел на скамейке запасных в Лейбористской партии, как это делал его отец, но в 1981 году он присоединился к Лейбористской партии. Социал-демократическая партия (СДП) . После того, как СДП предпочла слияние с Либеральной партией, граф Эттли был одним из меньшинства, которое предпочло остаться в «продолжающейся» СДП во главе с Дэвидом Оуэном, баллотируясь от этой партии на дополнительных выборах в Центрального Хэмпшира в европейский парламент в декабре 1988 года, где он получил 5952 голоса (7,7 %). Тогда он прокомментировал: «Некоторые люди говорят, что мой отец, должно быть, переворачивается в гробу. Но если это так, то только из-за вида нынешней так называемой Лейбористской партии».

## Личная жизнь
16 февраля 1955 года граф Эттли женился первым браком на Энн Хендерсон (ок. 1931 — 31 мая 2018) , дочери Джеймса Хендерсона. У супругов было двое детей:.
- Джон Ричард Эттли, 3-й граф Эттли (род. 3 октября 1956), преемник отца.
- Леди Джейн Элизабет Эттли (род. 29 марта 1959)

В 1988 году супруги развелись. В том же году Мартин Эттли вторым браком женился на Маргарет Дин Гурье, дочери Джеффри Гурье.

## Смерть
Мартин Ричард Эттли скончался в больнице общего профиля Саутгемптона 27 июля 1991 года в возрасте 63 лет от инсульта. Его пэрство было унаследовано его сыном Джоном Эттли, который стал 3-м графом Эттли.